# Once Only Imagined
Once Only Imagined är bandet The Agonist första studioalbum.

## Låtar på albumet
1. Synopsis
2. Rise And Fall
3. Born Dead, Buried Alive
4. Take A Bow
5. Trophy Kill
6. Business Suits And Combat Boots
7. Serendipity
8. Memento Mori
9. Void Of Sympathy
10. Chiaroscuro
11. Forget Tomorrow